# Hincovce
Hincovce (maďarsky Hincóc, Szepesnádasd) jsou obec na Slovensku v okrese Spišská Nová Ves, v Košickém kraji. Leží v jižní části Hornádské kotliny v úzkém údolí potoka Peklisko, levostranného přítoku Hornádu.
Hincovce sousedí s obcemi Baldovce, Buglovce, Bystrany, Spišské Podhradie – Katúň, Spišský Hrušov. V obci žije 266 obyvatel. Její částí je osada Trsťany.

## Názvy obce
- 1320 Hench
- 1421 Hangendorff
- 1464 Henczfalua
- 1565 Henczowtze
- 1773 Hinczowcze
- 1786 Hinzowze

## Politika

### Starostové obce
1990–1994 Miloslav Vaverčák (VPN)
1994–1998 Ondřej Filip (KDH)
1998–2002 Ondřej Filip (NEKA)
2002–2006 Tatiana Brandoburová (ANO, KDH, SDKÚ)

### Zastupitelstvo
1990–1994 – 10 zastupitelů
1994–1998 – 9 zastupitelů (6 KDH, 3 HZDS)
1998–2002 – 9 zastupitelů (5 KDH, 4 HZDS)
2002–2006 – 5 zastupitelů (3 KDH, 1 HZDS, 1 NEKA)

## Obyvatelstvo
Vývoj obyvatelstva od roku 1869:
| Rok sčítání | Počet obyvatel | Počet domů |
| ----------- | -------------- | ---------- |
| 1869        | 261            | —          |
| 1880        | 228            | 37         |
| 1890        | 207            | 40         |
| 1900        | 242            | 36         |
| 1910        | 224            | 48         |
| 1921        | 138            | 33         |
| 1930        | 158            | 33         |
| 1950        | 190            | 35         |
| 1961        | 231            | 40         |
| 1970        | 231            | 41         |
| 1980        | 196            | 42         |
| 1991        | 214            | 51         |
| 2001        | 198            | 47         |

Složení obyvatelstva podle náboženského vyznání (2001):
| Církev                   | Počet obyvatel | %    |
| ------------------------ | -------------- | ---- |
| Římskokatolická církev   | 489            | 95,5 |
| Evangelická církev a. v. | 2              | 1,0  |
| Bez vyznání              | 7              | 3,5  |

Složení obyvatelstva podle národnosti (2001):
| Národnost            | Počet obyvatel | %    |
| -------------------- | -------------- | ---- |
| Slovenská            | 189            | 95,5 |
| Ostatní a nezjištěno | 1              | 0,5  |

## Kultura a infrastruktura

### Farní úřad
Filiálka římskokatolického úřadu Bystrany

### Parky
Multifunkční hřiště